# Priekulė
Priekulė (tyska: Prökuls) är en liten stad i Klaipėda landskommun i västra Litauen. År 2005 hade Priekulė 1 690 invånare. Staden tillhörde under lång tid Ostpreussen och var en del av Litauen 1923-1938. Efter andra världskriget blev staden återigen litauisk.